# Бодянский, Павел Ильич
Павел Ильич Бодянский (1809—1867) — русский педагог, учёный и писатель, краевед. Член-корреспондент Московского общества сельского хозяйства (с 13 августа 1850).

## Биография
Родился в семье священника в Полтавской губернии (по одним сведениям (Усенко) — в городе Прилуки, по другим (Бучневич) — в Переяславском уезде).
В сентябре 1829 года окончил в Переяславле Полтавскую духовную семинарию со степенью студента первого разряда. В июле 1830 года был назначен учителем математики Кременчугского уездного училища. С 1838 до начала 1850-х годов преподавал математику в Полтавской гимназии и, одновременно (до 1850 г.) преподавал в Полтавском институте благородных девиц: с 1839 — русский язык, с 16 ноября 1842 года ещё и арифметику (в 1847—1848 годах исполнял и обязанности инспектора классов). С 1841 года  также преподавал русский язык и арифметику в Петровском кадетском корпусе.
С декабря 1841 года до последних дней жизни редактировал газету «Полтавские губернские ведомости». Напечатал немало статей об украинской истории и культуре. Собрал коллекцию древностей и этнографических материалов.
Вышел в отставку по состоянию здоровья с 21 сентября 1850 года, но вскоре вернулся к преподавательской деятельности: с 25 марта 1851 по 23 ноября 1855 года в Полтавском институте благородных девиц преподавал русский язык в 1-м отделении младшего возраста. С 3 апреля 1856 года по 1859 года был инспектором в Петровском кадетском корпусе. Произведён в чин статского советника 11 августа 1856 года. Был также награждён орденами: Св. Анны 3-й (1851) и 2-й ст. (1853), Св. Станислава 2-й ст. с императорской короной (1856); имел знак отличия беспорочной службы за 20 лет.
Автор краеведческих изданий «Достопримечательности Полтавы», «Памятная книжка Полтавской губернии за 1865 год».
Умер в Полтаве в ночь с 28 на 29 мая (10 июня) 1867 года.